# Klaas Pander

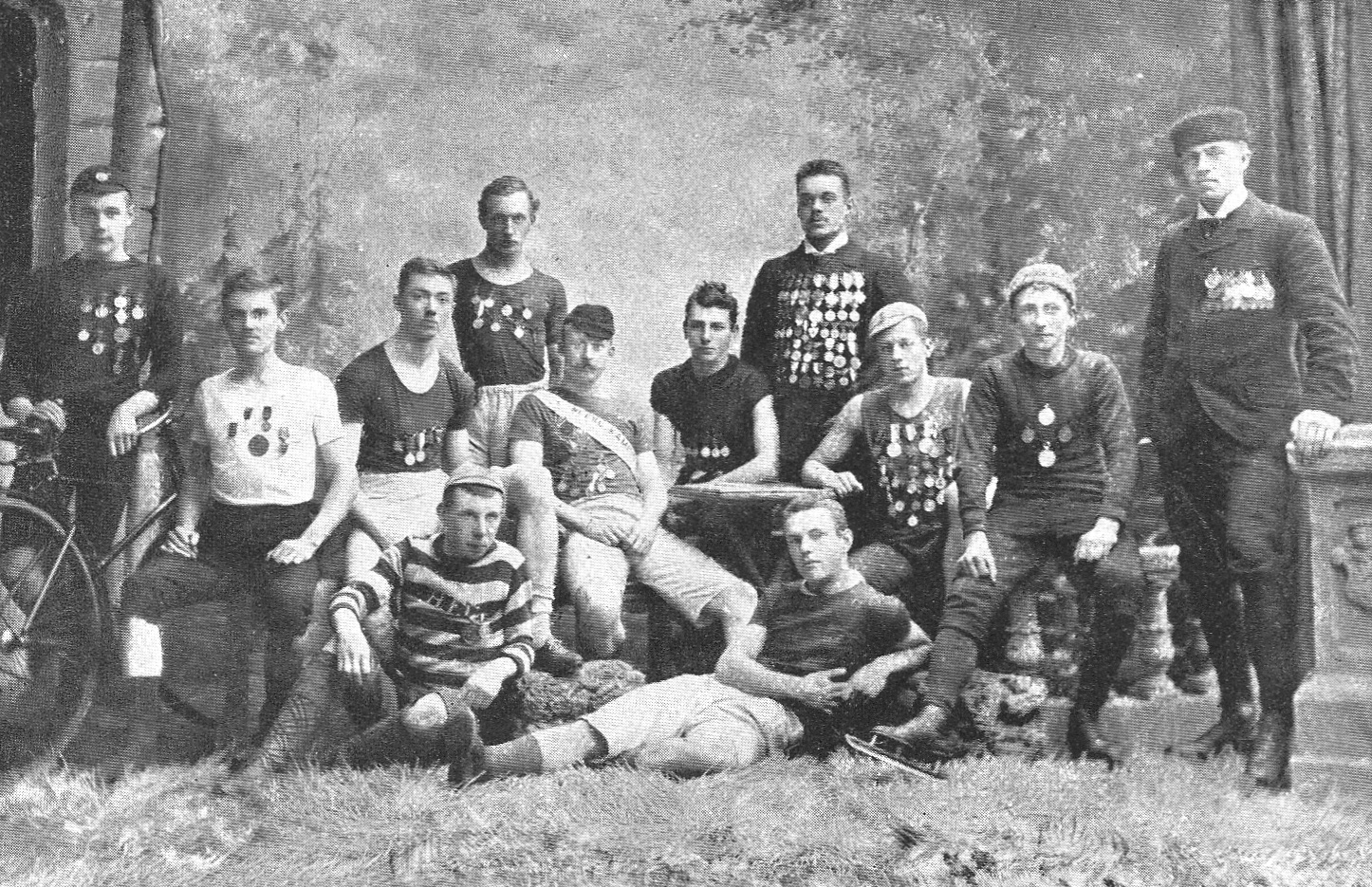
De in 1890 opgerichte Haarlemmer wielervereniging De Damiaatjes. V.l.n.r.: H.v.d. Griendt, NN, Calkoen, Schut, Peters, Pim Mulier, Vorstman, Menten, Jan Houtman, Kees Witteveen, Jaap Eden, Klaas Pander (1890)

Klaas Pander (Haarlem, 7 december 1867 - aldaar, 22 december 1940) was een Nederlands schaatser en wielrenner.

## Biografie
Zijn grootvader Klaas (1819 - 1897) was de grondlegger van de meubelfabriek Pander. Klaas Pander jr. dreef net als zijn vader Jan een behangzaak annex meubelstoffeerderij. 
Hij was de eerste Nederlandse schaatser die internationale successen behaalde. Op het allereerste WK schaatsen in 1889 op het Museumplein Amsterdam eindigde hij achter de Rus Aleksandr Pansjin en de Amerikaan Joe Donoghue als derde. Een jaar later eindigde hij op de vierde plaats op het WK. Hij wist toen wel twee van de vier afstanden op zijn naam te schrijven. Hij won de ½ mijl (met val) in 1.24,4 en de mijl in 3.06,0. Daarmee is Pander de allereerste medaillewinnaar uit de Nederlandse schaatsgeschiedenis. Na de eerste dag werd hij waarschijnlijk getroffen door de Russische griep, waardoor hij niet meer aan de start kon komen en de titel hem ontglipte.
Ook in 1891 wist hij het podium van het WK te bereiken. Hij eindigde op alle afstanden als tweede achter Donaghue. Dat jaar deed hij ook mee aan het eerste EK. 
Pander was ook de eerste winnaar van een natuurijsklassieker, een schaatsmarathon op natuurijs: in 1888 reed hij als snelste een 30 kilometer lange tocht tussen Haarlem en Leiden. Hij werd winnaar in 1 uur 6 minuten en 15 seconden, ruim drie minuten voor sportpionier Pim Mulier.
In hetzelfde jaar "ontdekte" Pander een jeugdig talent, de 15-jarige Jaap Eden. Onder Panders leiding maakte Eden drie jaar later zijn internationale debuut. In een necrologie van Eden in de Nieuwe Rotterdamsche Courant uit februari 1925 wordt geschreven: "En aan Klaas Pander had Eden zijn voorbeeld. In zooverre kan men zeggen dat Pander zijn leermeester is geweest."
Als wielrenner werd hij onder andere driemaal achtereen Nederlands kampioen tandem op de weg, 50 km., in 1889 met G.A. Wackwitz en in 1890 en 1891 met W. DelBaere. En ook als voetballer was hij succesvol. Hij kwam van 1888 tot 1897 uit voor Muliers HFC. In die periode won de club driemaal het officieuze kampioenschap van Nederland. Daarnaast was Pander nog actief als zwemmer, atleet, hockeyer (hij wordt vermeld als uitvinder van de zachte hockeybal), bandyspeler en pikeur in paardendraverijen.
Klaas Pander overleed op 73-jarige leeftijd. Hij is begraven op de Noorderbegraafplaats te Haarlem. Sinds 2015 wordt in Haarlem jaarlijks de Klaas Pander Memorial verreden.

## Resultaten
1887-1888
- 1e - Langeafstandwedstrijd Haarlem-Leiden 1888 (30 km)

1888-1889
- 3e - WK allround 1889

1889-1890
- 4e - WK allround 1890

1890-1891
- 2e - WK allround 1891